# Нижнє Сарлайкіно
Нижнє Сарла́йкіно (рос. Нижнее Сарлайкино, марій. Ӱлыл Аръюнгывуй) — присілок у складі Гірськомарійського району Марій Ел, Росія. Входить до складу Виловатовського сільського поселення.

## Населення
Населення — 161 особа (2010; 196 у 2002).
Національний склад (станом на 2002 рік):
- гірські марійці — 96 %